# Opération Corkscrew

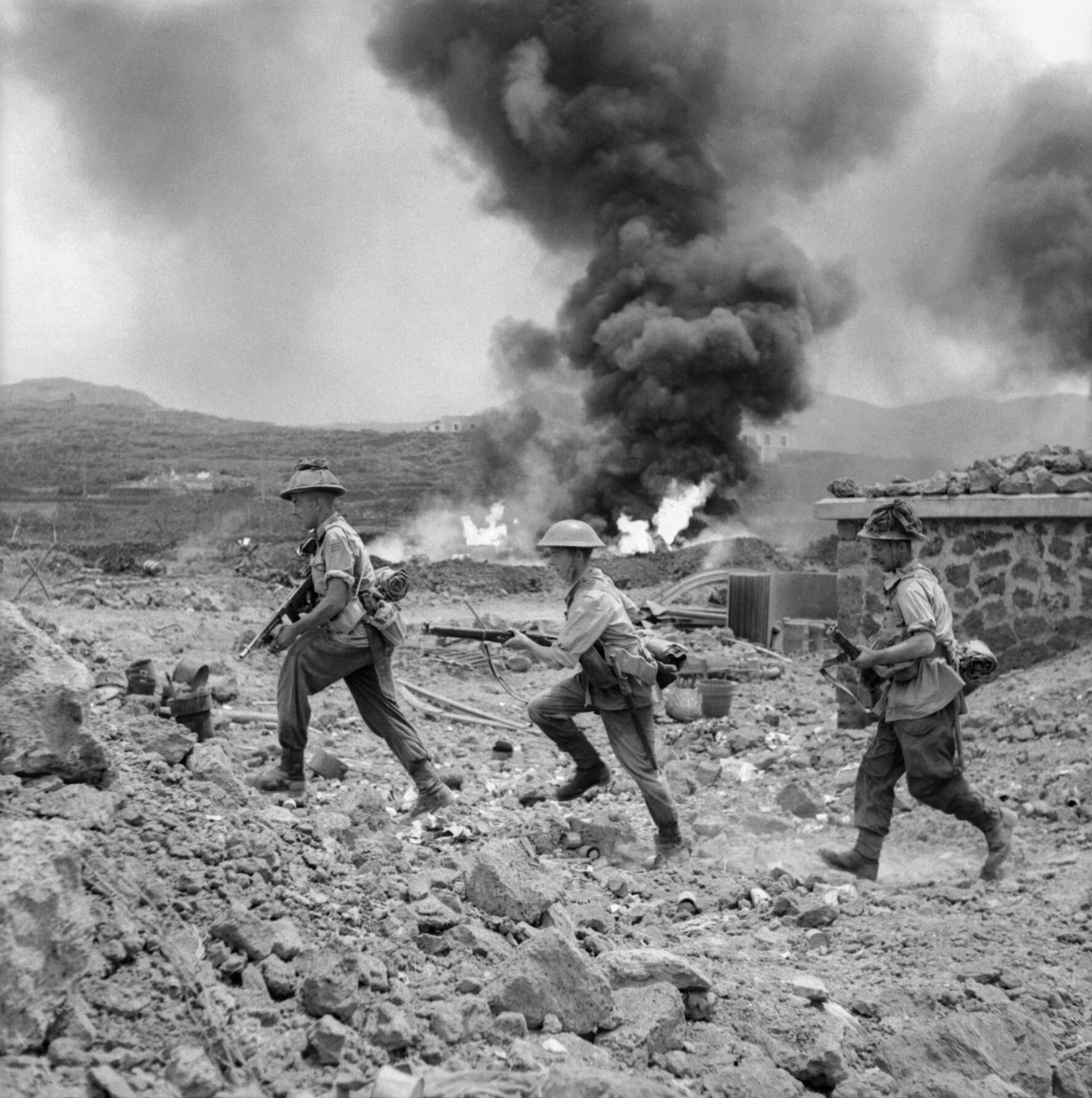
Des soldats britanniques du régiment du duc de Wellington lors de l'opération Corkscrew à Pantelleria.

L'opération Corkscrew est l'invasion alliée par les forces britanniques de l'île italienne de Pantelleria, située entre la Sicile et la Tunisie, le 10 juin 1943 lors de la Seconde Guerre mondiale.
Il existait dès la fin 1940 un plan britannique pour occuper cette île (opération Workshop) mais il fut abandonné lorsque la  Luftwaffe vint renforcer l'armée de l'air italienne dans la région. Les Alliés s'intéressèrent de nouveau à Pantelleria au début de 1943. Les installations radar et l'aérodrome de l'île étaient alors perçus comme une menace réelle sur le débarquement en Sicile. De plus, c'était l'occasion de tester les bombardements préparatoires au débarquement sur de fortes défenses.
Un bombardement intense de dix jours réduisit considérablement les défenses et la garnison se rendit quand les forces britanniques débarquèrent sur l'île. Seules quelques poches tinrent l'île sans toutefois gêner l'avance alliée dans l'île. Une évaluation par un analyste britannique, le professeur Solly Zuckerman (1904-1993), rapporta que l'efficacité des défenses italiennes avaient été réduites de 47 %. La facilité de l'opération conduisit les Alliés à un optimisme sur l'efficacité des bombardements, efficacité qui ne se confirma pas toujours dans la pratique.
Les garnisons italiennes des îles voisines de Linosa et Lampedusa se rendirent rapidement. Cela ouvrait la voie à l'invasion de la Sicile un mois plus tard (nom de code : opération Husky).